# Crossostylis parksii
Crossostylis parksii là một loài thực vật có hoa trong họ Rhizophoraceae. Loài này được (Gillespie) A.C.Sm. mô tả khoa học đầu tiên năm 1936.